# Nymphicula
Nymphicula é um gênero de mariposa pertencente à família Crambidae.